# Szakury
Szakury (biał. Шакуры; ros. Шакуры) – wieś na Białorusi, w obwodzie witebskim, w rejonie brasławskim, w sielsowiecie Achremowce.

## Historia
W latach 1921–1939 wieś leżała w Polsce, w województwie nowogródzkim (od 1926 w województwie wileńskim), w powiecie brasławskim, w gminie Brasław.
Według Powszechnego Spisu Ludności z 1921 roku zamieszkiwało wieś 99 osób, 51 były wyznania rzymskokatolickiego, a 48 prawosławnego. Jednocześnie 10 mieszkańców zadeklarowało polską przynależność narodową, a 89 białoruską. Było tu 18 budynków mieszkalnych. W 1931 roku w 19 domach zamieszkiwało 101 osób.
Miejscowość należała do parafii rzymskokatolickiej i prawosławnej w Brasławiu. Podlegała pod Sąd Grodzki w Brasławiu i Okręgowy w Wilnie; właściwy urząd pocztowy mieścił się w Brasławiu.